# Bones (álbum)
Bones —en español: Huesos— es el segundo álbum de la banda inglesa Young Guns. Fue lanzado el 3 de febrero de 2012 en Reino Unido y 4 de septiembre de 2012 en Estados Unidos. El exitoso sencillo: "Bones", encabezó  Billboard Active Rock listas en mayo de 2013.

## Recepción
Bones fue el álbum fue en general positiva, con el álbum recibir un marcador global de 74 de cada 100, de 8 reseñas, desde Metacritic. Allmusic concedió el álbum de 3 estrellas con su revisión por Jon O'Brien indicando " Huesos es sin duda todavía un sólido seguimiento que debe consolidar su condición de segundo nivel, pero van a tener que cambiar el registro la próxima vez si quieren pasar a alt-metal de gran liga del Reino Unido ".

## Lista de canciones
Toda la música compuesta por Young Guns. 
| N.º | Título                                        | Duración |  |
| 1.  | «I Was Born, I Have Lived, I Will Surely Die» | 3:58     |  |
| 2.  | «Dearly Departed»                             | 3:12     |  |
| 3.  | «Bones»                                       | 3:13     |  |
| 4.  | «Towers (On My Way)»                          | 2:39     |  |
| 5.  | «Hymn for All I've Lost»                      | 1:06     |  |
| 6.  | «You Are Not (Lonely)»                        | 3:56     |  |
| 7.  | «Brother in Arms»                             | 3:12     |  |
| 8.  | «Learn My Lesson»                             | 3:20     |  |
| 9.  | «Everything Ends»                             | 4:11     |  |
| 10. | «Interlude»                                   | 1:39     |  |
| 11. | «Headlights»                                  | 4:05     |  |
| 12. | «Broadfields»                                 | 4:22     |  |

Bonus tracks
| iTunes bonus tracks |                                  |          |  |
| N.º                 | Título                           | Duración |  |
| 13.                 | «Say It Ain't So (Weezer Cover)» | 3:58     |  |
| 14.                 | «Polly (Nirvana Cover)»          | 3:17     |  |
| 15.                 | «There Will Be Rain»             | 4:16     |  |

## Posicionamiento en lista
| Lista (2012)    | Posiciones |
| --------------- | ---------- |
| UK Albums Chart | 19         |
| Top Heatseekers | 35         |
| Billboard       | 86         |

## Personal
- Gustav Wood - voz principal
- Fraser Taylor - guitarra líder
- John Taylor - guitarra rítmica, coros
- Simon Mitchell - guitarra baja
- Ben Jolliffe - batería, percusión, coros